# Tye'sha Fluker
Tye'sha Nicole Fluker (Pasadena, 27 dicembre 1984) è un'ex cestista statunitense, professionista nella WNBA.

## Carriera
È stata selezionata dalle Charlotte Sting al primo giro del Draft WNBA 2006 (10ª scelta assoluta).